# Jo Teunissen-Waalboer
Jo Teunissen-Waalboer (eigentlich Johanna Elizabeth Teunissen-Waalboer; * 25. Mai 1919 in Velp, Rheden; † 3. April 1991 ebd.) war eine niederländische Speerwerferin.
Bei den Olympischen Spielen 1948 in London wurde sie Fünfte mit 40,92 m.
1948 wurde sie Niederländische Meisterin. Ihre persönliche Bestleistung von 42,05 m stellte sie am 18. Juli 1948 in Rotterdam auf.